# 查科 (亞利桑那州)
查科（英語：Charco）是位於美國亞利桑那州皮馬縣的一個人口普查指定地區。根據2010年美國人口普查，該地共人口500人，而該地的面積約為2.41平方千米。

## 地理
查科的座標為32°14′50″N 112°36′00″W / 32.24722°N 112.60000°W，而該地最高點為海拔高度640米（即2100英尺）。